# Kolonie Molotschna
Die Kolonie Molotschna (in plautdietscher Sprache: Molosch; nach ihrem Hauptort auch Halbstadt genannt) ist eine ehemalige russlandmennonitische Siedlung auf dem Territorium der heutigen Oblast Saporischschja in der Ukraine. Das Gebiet der Siedlung wird im Westen vom Fluss Molotschna (oder russisch Molotschnaja) begrenzt. Von diesem bekam die Siedlung ihren Namen. Heute gehört das Land administrativ größtenteils zu den Rajons Tokmak, Tschernihiwka und Rajon Melitopol. Die nächstgelegene größere Stadt ist Melitopol in südwestlicher Richtung.
Molotschna wurde 1804 von mennonitischen Siedlern aus Westpreußen gegründet und bestand aus 57 Dörfern. Es war die zweite (nach der Kolonie Chortitza) und größte Kolonie der Mennoniten in Russland. Nach dem Umzug und der Deportation der Deutschen Ende des Zweiten Weltkriegs leben in diesen Dörfern, soweit sie heute noch existieren, mehrheitlich Ukrainer und Russen.

## Geschichte
Nachdem 1789 die Siedlung Chortitza gegründet wurde, besuchten Mennoniten aus Westpreußen Chortitza. Obwohl die Siedler in Chortitza Schwierigkeiten hatten, erschien den Mennoniten angesichts der Situation in Westpreußen die Auswanderung nach Russland verlockend. Auch die russische Regierung wollte weitere Gruppen der als Musterlandwirte geltenden Mennoniten ansiedeln.  1800 erließ der russische Zar Paul I. ein Privileg an die Mennoniten, in dem sie „auf ewige Zeiten“ vom Wehrdienst befreit sein sollten. In Westpreußen erschwerte dagegen der preußische König Friedrich Wilhelm III. den Landerwerb für Mennoniten, die keinen Wehrdienst leisten wollten. Ein weiterer Grund könnte auch Furcht vor Veränderungen im Zuge der französischen Revolution gewesen sein. Man suchte die Zuflucht im vermeintlich sicheren Russland.
1803 kamen die ersten Siedler in der schon bestehenden Siedlung Chortitza an und überwinterten dort. 1804 wurden dann die ersten Dörfer gegründet. Für die Siedler wurde von der russischen Regierung ein Stück Land am Fluss Molotschnaja reserviert. Jeder Siedler konnte 65 Desjatinen (gut 71 Hektar) Land bekommen. Im Gegensatz zur Ansiedlung in Chortitza wanderten jetzt auch vermögende Mennoniten aus. Sie verkauften ihre Höfe und brachten das Geld (nach einer Abzugssteuer in Preußen) nach Russland. Sie konnten deshalb ihre Wirtschaften leichter aufbauen. In den Jahren 1803–1806 kamen 365 Familien nach Molotschna. Durch die napoleonischen Kriege wurde eine weitere Auswanderung erst einmal verhindert. 1819–20 kamen weitere 254 Familien nach Molotschna. Als 1835 die Einwanderung nach Molotschna beendet wurde, waren insgesamt 1200 Familien mit etwa 6000 Personen eingewandert. Die Siedlung besaß etwa 120.000 Desjatinen Land. Ein Teil davon sollte nicht verteilt werden und für die zukünftigen Generationen reserviert werden. Damit sollte die wachsende Anzahl an Familien versorgt werden. 
Insgesamt wurden 57 Dörfer gegründet:
| \| Nr. \| Name \| ukrainischer Name/ kyrillische Schreibweise \| russischer Name/ kyrillische Schreibweise \| Gründungs- jahr \| \| --- \| -------------- \| ---------------------------------------------------------------------- \| ------------------------------------------------------------------------ \| --------------- \| \| 1 \| Halbstadt \| Molotschansk/Молочанськ \| Molotschansk/Молочанск \| 1804 \| \| 2 \| Neu-Halbstadt \| Molotschansk/Молочанськ \| Molotschansk/Молочанск \| 1841 \| \| 3 \| Muntau \| Jasniwka/Яснівка \| Jasnowka/Ясновка \| 1804 \| \| 4 \| Schönau \| Dolyna/Долина \| Dolina/Долина \| 1804 \| \| 5 \| Fischau \| Rybaliwka/Рибалівка \| Rybalowka/Рыбаловка (auch Rebalowka/Ребаловка) \| 1804 \| \| 6 \| Lindenau \| Ljubymiwka/Любимівка \| Ljubimowka/Любимовка \| 1804 \| \| 7 \| Lichtenau \| Switlodolynske/Світлодолинське** \| Swetlodolinskoje/Светлодолинское \| 1804 \| \| 8 \| Blumstein \| Kamjanske/Кам'янське** \| Kamenskoje/Каменское \| 1804 \| \| 9 \| Münsterberg \| Prylukiwka/Прилуківка** \| Prilukowka/Прилуковка \| 1804 \| \| 10 \| Altonau \| Trawnewe/Травневе** \| Trawnewoje/Травневое (auch Trawne/Травне) \| 1804 \| \| 11 \| Ladekopp \| Ladiwka/Ладівка \| Ladowka/Ладовка \| 1805 \| \| 12 \| Schönsee \| Snihuriwka/Снігурівка \| Snegurowka/Снегуровка \| 1805 \| \| 13 \| Petershagen \| Kutusiwka/Кутузівка \| Kutusowka/Кутузовка \| 1805 \| \| 14 \| Tiegenhagen \| Lewadne/Левадне \| Lewadnoje/Левадное \| 1805 \| \| 15 \| Ohrloff \| Orlowe/Орлове** \| Orlowo/Орлово \| 1805 \| \| 16 \| Tiege \| Orlowe/Орлове** \| Orlowo/Орлово \| 1805 \| \| 17 \| Blumenort \| Orlowe/Орлове** \| Orlowo/Орлово \| 1805 \| \| 18 \| Rosenort \| Orlowe/Орлове** \| Orlowo/Орлово \| 1805 \| \| 19 \| Fürstenau \| Luhiwka/Лугівка \| Lugowka/Луговка \| 1806 \| \| 20 \| Rückenau \| Kosoluhiwka/Козолугівка (1922 bis 1943 Schyroka Poljana/Широка Поляна) \| Kosolugowka/Козолуговка \| 1811 \| \| 21 \| Margenau \| Irschawskyj/Іршавский* (heute eingemeindet nach Blahodatne/Благодатне) \| Irschawski/Иршавский (heute eingemeindet nach Blagodatnoje/Благодатное) \| 1819 \| \| 22 \| Lichtfelde \| Hruschiwka/Грушівка \| Gruschewka/Грушевка \| 1819 \| \| 23 \| Neukirch \| Udarnyk/Ударник \| Udarnik/Ударник \| 1819 \| \| 24 \| Alexandertal \| Oleksandriwka/Олександрівка* \| Alexandrowka/Александровка \| 1820 \| \| 25 \| Schardau \| Iljine/Ільїне* \| Iljino/Ильино \| 1820 \| \| 26 \| Pordenau \| Wesnjanka/Веснянка* \| Wesnjanka/Веснянка \| 1820 \| \| 27 \| Mariental \| Iljine \| Iljino/Ильино \| 1820 \| \| 28 \| Rudnerweide \| Rosiwka/Розівка* \| Rosowka/Розовка \| 1820 \| \| 29 \| Grossweide \| Prostore/Просторе* \| Prostore/Просторе \| 1820 \| \| 30 \| Franztal \| Luhowe/Луговое* \| Lugowoje/Луговое \| 1820 \| \| 31 \| Pastwa \| Kwitkowe/Квіткове* \| Kwitkowo/Квітково (früher Pastwa/Паства) \| 1820 \| \| 32 \| Fürstenwerder \| Balkowe/Балкове \| Balkowo/Балково \| 1821 \| \| 33 \| Alexanderwohl \| Switle/Світле (1945 bis 1963 Oleksandriwka/Олександрівка) \| Swetloje/Светлое \| 1821 \| \| 34 \| Gnadenheim \| Balaschiwka/Балашівка* \| Balaschowka/Балашовка \| 1821 \| \| 35 \| Tiegerweide \| Mostowe/Мостове \| Mostowoje/Мостовое \| 1822 \| \| 36 \| Liebenau \| Majske/Майське (heute Teil von Ostrykiwka/Остриківка) \| Maiskoje/Майское (heute eingemeindet nach Ostrikowka/Остриковка) \| 1823 \| \| 37 \| Elisabethtal \| Jelisawetiwka/Єлизаветівка (heute Berdjansk/Олександрівка) \| Jelisawetowka/Елизаветовка \| 1823 \| \| 38 \| Wernersdorf \| Prybereschne/Прибрежне (heute Ostrykiwka/Остриківка) \| Pribreschnoje/Прибрежное (heute eingemeindet nach Ostrikowka/Остриковка) \| 1824 \| \| 39 \| Friedensdorf \| Chmelnyzke/Хмельницьке* \| Chmelnizkoje/Хмельницкое \| 1824 \| \| 40 \| Prangenau \| Stepowe/Степове \| Stepowoje/Степовое \| 1824 \| \| 41 \| Sparrau \| Dowhe/Довге (bis 1945 Selenyj Haj/Зелений Гай)* \| Dolgoje/Долгое (bis 1945 Seleny Gaj/Зелений Гай) \| 1838 \| \| 42 \| Konteniusfeld \| Dowhe/Довге* \| Dolgoje/Долгое \| 1832 \| \| 43 \| Gnadenfeld \| Bohdaniwka/Богданівка* \| Bogdanowka/Богдановка \| 1835 \| \| 44 \| Waldheim \| Wladiwka/Владівка* \| Wladowka/Владовка \| 1836 \| \| 45 \| Landskrone \| Lankowe/Ланкове* \| Lankowoje/Ланковое \| 1839 \| \| 46 \| Hierschau \| Wladiwka/Владівка* \| Wladowka/Владовка \| 1848 \| \| 47 \| Nikolajdorf \| Mykolajiwka/Миколаївка* \| Nikolajewka/Николаевка (heute eingemeindet nach Selenyj Jar/Зелений Яр) \| 1848 \| \| 48 \| Paulsheim \| Pawliwka/Павлівка* \| Pawlowka/Павловка (heute eingemeindet nach Selenyj Jar/Зелений Яр) \| 1852 \| \| 49 \| Kleefeld \| Mohutneje/Могутнє \| Mogutneje/Могутнее \| 1854 \| \| 50 \| Alexanderkrone \| Molotschne/Молочне \| Molotschnoje/Молочное \| 1857 \| \| 51 \| Mariawohl \| Selenyj Jar/Зелений Яр* \| Seljony Jar/Зелёный Яр \| 1857 \| \| 52 \| Friedensruh \| Myrnyj/Мирний \| Mirny/Мирный \| 1857 \| \| 53 \| Steinfeld \| Sadowyj/Садовий (existiert nicht mehr; bei Makiwka/Маківка)* \| Sadowy/Садовый \| 1857 \| \| 54 \| Gnadental \| Blahodatne/Благодатне* \| Blagodatnoje/Благодатное \| 1862 \| \| 55 \| Hamberg \| Kamjanka/Кам'янка* \| Kamenka/Каменка \| 1863 \| \| 56 \| Klippenfeld \| Mohotschnyj/Могочний (heute eingemeindet nach Stulnewe/Стульневе)* \| Mogotschny/Могочный (heute eingemeindet nach Stulnewo/Стульнево) \| 1863 \| \| 57 \| Fabrikerwiese \| Fabrytschne/Фабричне \| Fabritschnoje/Фабричное \| 1863 \| |                |                                                                        |                                                                          |                 |
| Nr. | Name           | ukrainischer Name/ kyrillische Schreibweise                            | russischer Name/ kyrillische Schreibweise                                | Gründungs- jahr |
| 1 | Halbstadt      | Molotschansk/Молочанськ                                                | Molotschansk/Молочанск                                                   | 1804            |
| 2 | Neu-Halbstadt  | Molotschansk/Молочанськ                                                | Molotschansk/Молочанск                                                   | 1841            |
| 3 | Muntau         | Jasniwka/Яснівка                                                       | Jasnowka/Ясновка                                                         | 1804            |
| 4 | Schönau        | Dolyna/Долина                                                          | Dolina/Долина                                                            | 1804            |
| 5 | Fischau        | Rybaliwka/Рибалівка                                                    | Rybalowka/Рыбаловка (auch Rebalowka/Ребаловка)                           | 1804            |
| 6 | Lindenau       | Ljubymiwka/Любимівка                                                   | Ljubimowka/Любимовка                                                     | 1804            |
| 7 | Lichtenau      | Switlodolynske/Світлодолинське**                                       | Swetlodolinskoje/Светлодолинское                                         | 1804            |
| 8 | Blumstein      | Kamjanske/Кам'янське**                                                 | Kamenskoje/Каменское                                                     | 1804            |
| 9 | Münsterberg    | Prylukiwka/Прилуківка**                                                | Prilukowka/Прилуковка                                                    | 1804            |
| 10 | Altonau        | Trawnewe/Травневе**                                                    | Trawnewoje/Травневое (auch Trawne/Травне)                                | 1804            |
| 11 | Ladekopp       | Ladiwka/Ладівка                                                        | Ladowka/Ладовка                                                          | 1805            |
| 12 | Schönsee       | Snihuriwka/Снігурівка                                                  | Snegurowka/Снегуровка                                                    | 1805            |
| 13 | Petershagen    | Kutusiwka/Кутузівка                                                    | Kutusowka/Кутузовка                                                      | 1805            |
| 14 | Tiegenhagen    | Lewadne/Левадне                                                        | Lewadnoje/Левадное                                                       | 1805            |
| 15 | Ohrloff        | Orlowe/Орлове**                                                        | Orlowo/Орлово                                                            | 1805            |
| 16 | Tiege          | Orlowe/Орлове**                                                        | Orlowo/Орлово                                                            | 1805            |
| 17 | Blumenort      | Orlowe/Орлове**                                                        | Orlowo/Орлово                                                            | 1805            |
| 18 | Rosenort       | Orlowe/Орлове**                                                        | Orlowo/Орлово                                                            | 1805            |
| 19 | Fürstenau      | Luhiwka/Лугівка                                                        | Lugowka/Луговка                                                          | 1806            |
| 20 | Rückenau       | Kosoluhiwka/Козолугівка (1922 bis 1943 Schyroka Poljana/Широка Поляна) | Kosolugowka/Козолуговка                                                  | 1811            |
| 21 | Margenau       | Irschawskyj/Іршавский* (heute eingemeindet nach Blahodatne/Благодатне) | Irschawski/Иршавский (heute eingemeindet nach Blagodatnoje/Благодатное)  | 1819            |
| 22 | Lichtfelde     | Hruschiwka/Грушівка                                                    | Gruschewka/Грушевка                                                      | 1819            |
| 23 | Neukirch       | Udarnyk/Ударник                                                        | Udarnik/Ударник                                                          | 1819            |
| 24 | Alexandertal   | Oleksandriwka/Олександрівка*                                           | Alexandrowka/Александровка                                               | 1820            |
| 25 | Schardau       | Iljine/Ільїне*                                                         | Iljino/Ильино                                                            | 1820            |
| 26 | Pordenau       | Wesnjanka/Веснянка*                                                    | Wesnjanka/Веснянка                                                       | 1820            |
| 27 | Mariental      | Iljine                                                                 | Iljino/Ильино                                                            | 1820            |
| 28 | Rudnerweide    | Rosiwka/Розівка*                                                       | Rosowka/Розовка                                                          | 1820            |
| 29 | Grossweide     | Prostore/Просторе*                                                     | Prostore/Просторе                                                        | 1820            |
| 30 | Franztal       | Luhowe/Луговое*                                                        | Lugowoje/Луговое                                                         | 1820            |
| 31 | Pastwa         | Kwitkowe/Квіткове*                                                     | Kwitkowo/Квітково (früher Pastwa/Паства)                                 | 1820            |
| 32 | Fürstenwerder  | Balkowe/Балкове                                                        | Balkowo/Балково                                                          | 1821            |
| 33 | Alexanderwohl  | Switle/Світле (1945 bis 1963 Oleksandriwka/Олександрівка)              | Swetloje/Светлое                                                         | 1821            |
| 34 | Gnadenheim     | Balaschiwka/Балашівка*                                                 | Balaschowka/Балашовка                                                    | 1821            |
| 35 | Tiegerweide    | Mostowe/Мостове                                                        | Mostowoje/Мостовое                                                       | 1822            |
| 36 | Liebenau       | Majske/Майське (heute Teil von Ostrykiwka/Остриківка)                  | Maiskoje/Майское (heute eingemeindet nach Ostrikowka/Остриковка)         | 1823            |
| 37 | Elisabethtal   | Jelisawetiwka/Єлизаветівка (heute Berdjansk/Олександрівка)             | Jelisawetowka/Елизаветовка                                               | 1823            |
| 38 | Wernersdorf    | Prybereschne/Прибрежне (heute Ostrykiwka/Остриківка)                   | Pribreschnoje/Прибрежное (heute eingemeindet nach Ostrikowka/Остриковка) | 1824            |
| 39 | Friedensdorf   | Chmelnyzke/Хмельницьке*                                                | Chmelnizkoje/Хмельницкое                                                 | 1824            |
| 40 | Prangenau      | Stepowe/Степове                                                        | Stepowoje/Степовое                                                       | 1824            |
| 41 | Sparrau        | Dowhe/Довге (bis 1945 Selenyj Haj/Зелений Гай)*                        | Dolgoje/Долгое (bis 1945 Seleny Gaj/Зелений Гай)                         | 1838            |
| 42 | Konteniusfeld  | Dowhe/Довге*                                                           | Dolgoje/Долгое                                                           | 1832            |
| 43 | Gnadenfeld     | Bohdaniwka/Богданівка*                                                 | Bogdanowka/Богдановка                                                    | 1835            |
| 44 | Waldheim       | Wladiwka/Владівка*                                                     | Wladowka/Владовка                                                        | 1836            |
| 45 | Landskrone     | Lankowe/Ланкове*                                                       | Lankowoje/Ланковое                                                       | 1839            |
| 46 | Hierschau      | Wladiwka/Владівка*                                                     | Wladowka/Владовка                                                        | 1848            |
| 47 | Nikolajdorf    | Mykolajiwka/Миколаївка*                                                | Nikolajewka/Николаевка (heute eingemeindet nach Selenyj Jar/Зелений Яр)  | 1848            |
| 48 | Paulsheim      | Pawliwka/Павлівка*                                                     | Pawlowka/Павловка (heute eingemeindet nach Selenyj Jar/Зелений Яр)       | 1852            |
| 49 | Kleefeld       | Mohutneje/Могутнє                                                      | Mogutneje/Могутнее                                                       | 1854            |
| 50 | Alexanderkrone | Molotschne/Молочне                                                     | Molotschnoje/Молочное                                                    | 1857            |
| 51 | Mariawohl      | Selenyj Jar/Зелений Яр*                                                | Seljony Jar/Зелёный Яр                                                   | 1857            |
| 52 | Friedensruh    | Myrnyj/Мирний                                                          | Mirny/Мирный                                                             | 1857            |
| 53 | Steinfeld      | Sadowyj/Садовий (existiert nicht mehr; bei Makiwka/Маківка)*           | Sadowy/Садовый                                                           | 1857            |
| 54 | Gnadental      | Blahodatne/Благодатне*                                                 | Blagodatnoje/Благодатное                                                 | 1862            |
| 55 | Hamberg        | Kamjanka/Кам'янка*                                                     | Kamenka/Каменка                                                          | 1863            |
| 56 | Klippenfeld    | Mohotschnyj/Могочний (heute eingemeindet nach Stulnewe/Стульневе)*     | Mogotschny/Могочный (heute eingemeindet nach Stulnewo/Стульнево)         | 1863            |
| 57 | Fabrikerwiese  | Fabrytschne/Фабричне                                                   | Fabritschnoje/Фабричное                                                  | 1863            |

Anmerkung: * heute im Rajon Tschernihiwka; ** heute im Rajon Melitopol; Rest im Rajon Tokmak
Die Einwohner von Molotschna teilten das Schicksal der Chortitzaer Ansiedlung, sie wurden 1943 in den Warthegau evakuiert und später von der Roten Armee bei ihrem Einmarsch nach Deutschland zurück in die Sowjetunion deportiert. Dort wurden sie nach Sibirien und Kasachstan geschickt. Viele ihrer Nachkommen leben heute in Deutschland, Kanada, den Vereinigten Staaten und Südamerika. Ein großer Teil von ihnen ist heute mehrsprachig und spricht neben der jeweiligen Landessprache auch Plautdietsch.

## Söhne und Töchter der Mennonitensiedlung Molotschna
- Johann Cornies (1789–1848), bedeutender Mennonit in Russland, Förderer der Landwirtschaft und eines fortschrittlichen Schulwesens
- Abram B. Enns (1887–1993), Dolmetscher, Schriftsteller und Pädagoge
- William Neufeld (1901–1992), US-amerikanischer Speerwerfer russlanddeutscher Herkunft
- Ben Klassen (1918–1993), rechtsextremer Autor, christlich-fundamentalistischer Führer
- Helmut Oberlander (1924–2021), Übersetzer in der Einsatzgruppe D der Sicherheitspolizei und des SD, Kriegsverbrecher
- Ingrid Rimland (1936–2017), Autorin, Holocaustleugnerin